# Кашина Полироло (Комо)
Кашина Полироло је насеље у Италији у округу Комо, региону Ломбардија.
Према процени из 2011. у насељу је живело 133 становника. Насеље се налази на надморској висини од 321 м.